# César Aira
César Aira (Coronel Pringles, 1949) és un escriptor i traductor argentí. Ha publicat més d'un centenar d'obres, sobretot a novel·les curtes, que ell defineix com "contes de fades dadaistes" o "joguines literàries per a adults".

## Camí
Nascut el 1949 a Coronel Pringles, una ciutat de la província de Buenos Aires. Com centenars de milers d'argentins, descendeix de gallecs. El seu avi Robustiano era havia nascut a Xunqueira de Ambía, de la província d'Ourense, Espanya. Allà fa amistat amb el poeta Arturo Carrera. El 1967 es va instal·lar al barri de Las Flores de Buenos Aires. Ambdós espais seran molt presents en la seva escriptura.
El 1968, ell i Arthur Cursa van fundar la revista literària El cielo, de la qual es van publicar només tres números.
Ha impartit cursos sobre Copi i Rimbaud (a la Universitat de Buenos Aires), o sobre el constructivisme i Stéphane Mallarmé, entre d'altres.
Des de l'any 1992, publica anualment de dos a quatre llibres d'un centenar de pàgines. Com em vaig convertir en una monja (1993) va ser escollit pel diari espanyol El País com un dels deu millors llibres de ficció de l'any, cosa que el va projectar en mitjans literaris més amplis.
Aira és un prolífic protagonista de les lletres argentines com a novel·lista i narrador breu, dramaturg i assagista. També és traductor de diverses llengües (del francès, Antoine de Saint Exupéry o Jan Potocki; de l'anglès, Stephen King oDonna W. Creu).
Escriu en diferents diaris i revistes, generalment textos breus, sobre els temes més diversos. Les seves obres han estat traduïdes a molts idiomes. Va rebre dos Diplomes al Mèrit de la Konex Premis de les Lletres, el 1994, per Traducció i, el 2004, per Novel·la.
Va rebre una beca Guggenheim l'any 1996. Va guanyar el premi a la Trajectòria Artística del Fons Nacional de les Arts a la categoria de Lletres de l'any 2013. Va ser nomenat pel govern francès Chevalier dans l'ordre des Arts et Lettres. Va guanyar el premi de Roger Caillois per a autors llatinoamericans en l'edició de 2014. El Consell Nacional de la Cultura i de les Arts de la Generalitat de Xile, amb el patrocini de la Fundació Manuel Rojas, el va guardonar amb el Premi iberoamericà Narrativa Manuel Rojas 2016.

## Temes
Les seves fonts estilístiques són molt àmplies. Sovint usa el personatge de l'autor en les seves novel·les. Aquest és el cas de El congrés de la literatura, El miracle cura del Dr. Aira, Com em vaig convertir en una monja, Com vaig riure, El cervell musical o Aniversari; fins i tot en Les converses, ell hi és present.
A Coronel Pringles, la seva ciutat natal, per exemple, desenvolupa el malson descrit a El sopar o la seva inicial vida familiar a L'linden. Altres novel·les estan succeint al barri de Buenos Aires, com passa a Les nits de Flors. Però Aira també torna sovint a l'Argentina del segle xix, per exemple, en la seva llarga i distingida La llebre, Un episodi a la vida d'un pintor viatger, Sobre un pintor alemany, i Ema, la captiva.
Pot utilitzar el popular estil dels còmics i les novel·les del gènere, com ho fa a Les aventures de Barbaverde. També regularment opta per jugar amb els estereotips d'un Orient exòtic, tal com succeeix a Una novel·la xinesa, El volant, o El petit monjo budista. Uns quants llibres fan un cop d'ull apocalíptic: Els misteris del Rosari, La guerra dels gimnasos o -de nou- El sopar.

## Estil
Aira ha desenvolupat una estètica d'avantguarda en la qual, a més de revisar el que ha escrit, va exercir una fugida endavant per improvisar una sortida dels textos que ja ha creat.
També busca en la seva pròpia feina -i elogia en la feina dels altres- la idea del continu, com un moviment de millora constant en la literatura de ficció. Com a resultat, les seves novel·les poden passar d'un gènere a un altre, i sovint desplegar estratègies narratives de la cultura popular i de gènere subliteraris com la ciència-ficció i la soap opera. Deliberadament i amb freqüència es nega a conformar les expectatives genèriques de com una novel·la ha d'acabar, deixant moltes de les seves ficcions amb un final obert o abrupte.
La seva manera de treballar es guia, entre altres elements, pel rebuig al raonament segons el qual, per tal que una cosa tingui "bona qualitat", ha d'ajustar-se a paradigmes preexistents. Segons Aira, la funció de l'art és crear de manera incesant, sense assumir altres conflictes teòrics que no siguin relatius a la transubstanació de la vivència de l'autor.
En aquest sentit, Aira utilitza una versió raonada de l'escriptura automàtica dels surrealistes. L'autor ha comparat la seva manera de treballar amb artistes com Max Ernst i Joseph Cornell.
També és central a dins de la seva dinàmica creativa la noció de procediment per sobre de la idea del producte, ja que no dona importància als llibres com a objectes ben acabats. La seva prioritat com a lector i escriptor és l'autor en la seva totalitat, l'ésser viu que en la seva transformació construeix (amb) els seus llibres en el seu conjunt, siguin bons o dolents. "El que es va escriure un dia s'ha de reivindicar al següent, no tornant enrere per corregir (és inútil) sinó avançant, donant sentit a tot el que no tenia força per avançar".

## Obra crítica
César Aira és un especialista d'Alejandra Pizarnik i de l'escriptor, dramaturg i dibuixant argentí Copi. Amic íntim del desaparegut Osvaldo Lamborghini, és un dels principals reivindicadors de la seva obra, després d'haver editat les seves Novel·les i relats en dos volums, amb un pròleg seu. També ha impartit cursos sobre Rimbaud, Mallarmé i el constructivisme. La seva relació amb l'assaig, però, no ha estat exempt de dificultats, ja que la necessitat de disposar de les coses definides i arribar a la veritat han estat dos paràmetres aliens a la seva manera de treballar.

## Sobre la seva obra
L'editorial argentina Beatriz Viterbo va publicar diversos assaigs sobre la seva obra: La torna de César Aira, de Sandra Contreras (una elaboració de la seva tesi doctoral) i Degeneracions textuals, de Mariano García.
A Colòmbia, David James Viveros Granjaun va publicar articles i un monogràfic sobre la poesia de César Aira.
A Espanya han aparegut articles sobre la seva obra escrits per Carmen de Mora, Manuel Alberca i Jesús Montoya Juarez, que també li va dedicar una tesi (Realisme de la simulació: la imatge, els mitjans de comunicació, i la tecnologia en la narrativa del Río de la Plata, Universitat de Granada, 2008). El 2014, Paul Decock va publicar Les figures paradoxals de César Aira.
A Mèxic, l'investigadora Alexandra Saavedra Galindo ha publicat alguns articles sobre els textos airans. A més a més, l'any 2015, va defensar la seva tesi doctoral (Ficció i metaficció a l'obra de César Aira: Una proposta sobre la distribució de gèneres, UNAM, l'any 2015), una obra que va merèixer una Menció honorífica. Els dies 13 i 14 de novembre de 2014, a la Universitat Autònoma de Puebla, va tenir lloc el V Congrés Internacional de Literatura Hispanoamiericana Contemporània dedicat a César Aira, i es va presentar el llibre Avaries Literàries. Assaigs crítics sobre César Aira.
El 2011 l'argentí Ariel Ídez va publicar una novel·la titulada L'última de César Aira, en la qual aquest exerceix el paper de malvat.
El 2018 Ricardo Strafacce va publicar César Aira, Un Catàleg, que presenta la coberta de l'art i una pàgina triada de cada llibre d'Aira publicat fins a la data.

## Adaptacions
La seva novel·la La prova va ser adaptada al cinema en la cinta Així de sobte de Diego Lerman, que també va fer un curt basat en La guerra dels gimnasos.

## Obra
La seva abundant obra novel·lística, teatral y assagística consta de més de cent títols.

### Ficció
- Moreira, Achával Solo, Buenos Aires, 1975
- Ema, la cautiva, Editorial de Belgrano, Buenos Aires, 1981 (Mondadori, 1997)
- La luz argentina, CEAL, Buenos Aires, 1983
- El vestido rosa. Las ovejas, Ada Korn Editora, Buenos Aires, 1984
- Canto castrato, Javier Vergara Editor, Buenos Aires, 1984 (Mondadori, 2005)
- Una novela china, Javier Vergara Editor, Buenos Aires, 1987 (Debolsillo, Buenos Aires, 2005)
- Los fantasmas, Grupo Editor Latinoamericano, Buenos Aires, 1990 (Mondadori, 2013)
- El bautismo, Grupo Editor Latinoamericano, Buenos Aires, 1991
- La liebre, Emecé, Buenos Aires, 1991
- La guerra de los gimnasios, Emecé, Buenos Aires, 1992 (Emecé, Buenos Aires, 2006)
- Embalse, Emecé, Buenos Aires, 1992 (Emecé, Buenos Aires, 2003)
- El llanto, Beatriz Viterbo Editora, Rosario, 1992
- El volante, Beatriz Viterbo Editora, Rosario, 1992
- La prueba, Grupo Editor Latinoamericano, Buenos Aires, 1992
- Cómo me hice monja, Beatriz Viterbo Editora, Rosario, 1993 (Mondadori, 1998; Viterbo la reeditó en 2009 en un libro del mismo título, junto con La costurera y el viento; la Editorial Joaquín Mortiz, Grupo Editorial Planeta publicó una edición, junto con La costurera y el viento, en 1996)
- Madre e hijo (Una pieza en un acto), (Teatro) Rosario, Bajo la luna nueva, 1993
- Fragmentos de un diario en los Alpes, Beatriz Viterbo Editora, Rosario, 1993 (Mondadori, 2007: reimpresa junto con El tilo y Las curas milagrosas del Dr. Aira en un libro que lleva el título de esta última novela)
- Diario de la hepatitis, Bajo la luna nueva, Rosario, 1994
- El infinito, Vanagloria, Buenos Aires, 1994
- La costurera y el viento, Beatriz Viterbo Editora, Rosario, 1994 (Viterbo la reeditó en 2009 junto con Cómo me hice monja en un libro que lleva el título de esta última novela)
- Los misterios de Rosario, Emecé, 1994
- Los dos payasos, Beatriz Viterbo Editora, Rosario, 1995
- La fuente, Beatriz Viterbo Editora, Rosario, 1995
- El mensajero, teatro, Beatriz Viterbo Editora, Rosario, 1996
- La abeja, Emecé, Buenos Aires, 1996
- Dante y Reina, Mate, Buenos Aires, 1997
- Taxol precedido de Duchamp en México y La Broma, Simurg, Buenos Aires, 1997
- El congreso de literatura (1997 y 2007), public. en Mérida (Venezuela)
- La serpiente, Beatriz Viterbo Editora, Rosario, 1997
- Las curas milagrosas del Dr. Aira, Simurg, Buenos Aires, 1998 (Mondadori, 2007: reimpresa en un libro del mismo título que contiene, además, Fragmentos de un diario en los Alpes, 1993, y El tilo, 2003)
- La trompeta del mimbre, Beatriz Viterbo Editora, Rosario, 1998
- El sueño, Emecé, Buenos Aires, 1998
- La mendiga, Mondadori, Barcelona, 1999
- Haikus, Mate, Buenos Aires, 2000
- El juego de los mundos, El broche, La Plata, 2000
- Un episodio en la vida del pintor viajero, novela sobre Mauricio Rugendas; Beatriz Viterbo Editora, Rosario, 2000 (Mondadori, 2005)
- Un sueño realizado, Alfaguara, 2001
- La villa, Emecé, Buenos Aires, 2001 (2006)
- Varamo, Anagrama, 2002, Reimpresión: Emecé, 2015
- El mago, Mondadori, 2002
- La pastilla de hormona, nouvelle, Belleza y Felicidad, Buenos Aires, 2002
- La princesa Primavera, Ediciones Era, 2003 (Emecé, 2015: reimpresión)
- Mil gotas, Eloísa Cartonera, Buenos Aires, 2003
- El tilo, Beatriz Viterbo Editora, Rosario, 2003 (Mondadori, 2007: reimpresa junto con Fragmentos de un diario en los Alpes, y Las curas milagrosas del Dr. Aira en un libro que lleva el título de esta última novela)
- Las noches de Flores, Mondadori, 2004
- Yo era una chica moderna, Interzona Editora, 2004
- Yo era una niña de siete años, Interzona Editora, 2005
- El cerebro musical, Eloísa Cartonera, Buenos Aires, 2005
- El pequeño monje budista, Editorial Mansalva, Buenos Aires, 2005
- Cómo me reí, Beatriz Viterbo Editora, Rosario, 2005
- Parménides, Mondadori, 2006
- La cena, Beatriz Viterbo Editora, Rosario, 2006
- La villa, Emecé, Buenos Aires, 2006
- El todo que surca la nada, Eloísa Cartonera, Buenos Aires, 2006
- Las conversaciones, Beatriz Viterbo Editora, Rosario, 2007
- La vida nueva, Editorial Mansalva, 2007
- Picasso, Belleza y Felicidad, Buenos Aires, 2007
- Las aventuras de Barbaverde, Mondadori, 2008
- La confesión, Beatriz Viterbo Editora, Rosario, 2009
- La revista Atenea, Separata de "El niño Stanton", Buenos Aires, s/f [2009]
- Yo era una mujer casada, Cuneta, Santiago de Chile, 2010
- El perro, Belleza y Felicidad, Buenos Aires, 2010
- El Té de Dios, Mata-Mata, Guatemala 2010
- El error, Mondadori, Barcelona, 2010
- El divorcio, Editorial Mansalva, Buenos Aires, 2010
- En el café, Belleza y Felicidad, Buenos Aires, 2011
- Festival, BAFICI, Buenos Aires, 2010
- El criminal y el dibujante, Spiral Jetty, Buenos Aires, 2011
- Cecyl Taylor (ilustrado por El Marinero Turco) Mansalva, Buenos Aires, 2011
- El mármol, La Bestia Equilátera, Buenos Aires, 2011
- El náufrago, Beatriz Viterbo Editora, Rosario, 2011
- Los dos hombres, Ediciones Urania, Buenos Aires, 2011
- Entre los indios, Editorial Mansalva, Buenos Aires, 2012
- Relatos reunidos, Mondadori, Barcelona, 2013
- El testamento del mago tenor, Emecé, Buenos Aires, 2013
- Tres relatos pringlenses, Colección Jorge Álvarez de la Biblioteca Nacional, Buenos Aires, 2013
- Actos de caridad, Ediciones Urania, Buenos Aires, 2013
- Margarita (un recuerdo), Editorial Mansalva, Buenos Aires, 2013
- Artforum, Blatt & Ríos, Buenos Aires, 2014
- Triano, Alto Pogo - Milena Caserola - El 8vo. loco, Buenos Aires, 2014
- Biografía, Editorial Mansalva, Buenos Aires, 2014
- El santo, Mondadori, Barcelona, 2015
- La invención del tren fantasma, Editorial Mansalva, Buenos Aires, 2015
- Una aventura, Editorial Mansalva, Buenos Aires, 2017
- Eterna Juventud, Hueders, Santiago de Chile, 2017
- Saltó al otro lado Ediciones Urania, Buenos Aires, 2017
- El gran misterio, Blatt & Ríos, Buenos Aires, 2018
- Un filósofo, Iván Rosado, Buenos Aires, 2018
- Prins, Literatura Random House, Barcelona, 2018
- El presidente, 2019
- Pinceladas musicales, 2019
- 'Fulgentius', Literatura Random House, Barcelona, 2020
- Lugones, 2020
- El pelícano, 2020
- Kómodo, 2021
- En la confitería del Gas, 2021
- Vilnius, 2021

### Assaigs
- Nouvelles Impressions du Petit-Maroc (1991, CONÈIXER, bilingüe francès/anglès)
- Copi, Beatriz Viterbo Editora, Rosario, 1991
- Las habitaciones grandes, Rizzoli - Brambila, Nova York, Buenos Aires, 1995. Textos: César Aira. Fotografies: Thomas de Elía. Introducció: Bonifacio del Carril.
- La nueva escritura, La Jornada Setmanal, Ciutat de Mèxic, del 12 d'abril de 1998 (reimprès Arxivat 2015-06-22 a Wayback Machine. a la Newsletter/8 de la Centre d'Estudis de Teoria i Crítica Literària, de la Universitat Nacional de Rosario, la Rosario, l'octubre de 2000, p. 165-170)
- Alejandra Pizarnik, Beatriz Viterbo Editora, Rosario, 1998 (Un altre quadern, ja que és una biografia i no una conferència, va ser publicat amb el mateix títol, Omega, Barcelona, 2001)
- Aniversario, assaig autobiogràfic; 2000 (Mondadori, Barcelona, 2001)
- Diccionario de autores latinoamericanos, Ada Korn - Emecé, Buenos Aires, 2001
- Las tres fechas, Beatriz Viterbo Editora, Rosario, 2001
- Edward Lear, Beatriz Viterbo Editora, Rosario, 2004
- Continuación de diversas ideas, Ediciones UDP (Xile), 2014
- Sobre el arte contemporáneo, seguido de En La Habana, Mondadori, Barcelona, 2016
- Escapar y otros ensayos, Random House, Barcelona, 2017